# Japan Open de 2013
O Japan Open de 2013 foi a décima segunda edição do Japan Open, um evento anual de patinação artística no gelo organizado pela Federação Japonesa de Patinação. A competição foi disputada no dia 5 de outubro, na cidade de Saitama, Japão.

## Eventos
- Equipes (Individual masculino + Individual feminino)

## Medalhistas
| Evento           | Ouro                                                                     | Prata                                                                               | Bronze                                                                          |
| Equipes detalhes | Takahiko Kozuka Daisuke Takahashi Mao Asada Kanako Murakami Equipe Japão | Jeremy Abbott Jeffrey Buttle Joannie Rochette Ashley Wagner Equipe América do Norte | Javier Fernández Michal Březina Adelina Sotnikova Irina Slutskaya Equipe Europa |

## Resultados

### Individual masculino
| Pos. | Nome              | Nacionalidade    | Pontos |
| ---- | ----------------- | ---------------- | ------ |
| 1    | Javier Fernández  | Espanha          | 176.91 |
| 2    | Takahiko Kozuka   | Japão            | 158.32 |
| 3    | Jeremy Abbott     | Estados Unidos   | 157.70 |
| 4    | Daisuke Takahashi | Japão            | 149.12 |
| 5    | Jeffrey Buttle    | Canadá           | 127.43 |
| 6    | Michal Březina    | República Tcheca | 125.74 |

### Individual feminino
| Pos. | Nome              | Nacionalidade  | Pontos |
| ---- | ----------------- | -------------- | ------ |
| 1    | Mao Asada         | Japão          | 135.16 |
| 2    | Joannie Rochette  | Canadá         | 123.99 |
| 3    | Ashley Wagner     | Estados Unidos | 119.77 |
| 4    | Adelina Sotnikova | Rússia         | 105.95 |
| 5    | Kanako Murakami   | Japão          | 102.15 |
| 6    | Irina Slutskaya   | Rússia         | 69.24  |

### Final
| Pos.              | Nome                    | Pontos |
| ----------------- | ----------------------- | ------ |
| Medalha de ouro   | Equipe Japão            | 544.85 |
| Medalha de prata  | Equipe América do Norte | 528.89 |
| Medalha de bronze | Equipe Europa           | 477.84 |